# Glo
Glo é o terceiro álbum de estúdio da banda Delirious?, lançado a 29 de Julho de 2000.
"Glo" (abreviatura para "Glorioso") foi lançado em 29 de Julho de 2000. O conceito deste álbum ficou longe do padrão convencional da música cristã da época, mas isso não que dizer que o mesmo se tornou um alvo destinado apenas para um público "secular", orientado pelo sucesso "mainstream" da banda.
Este disco foi o mais vendido durante oito meses. Diversas canções do álbum, embora não sendo lançadas realmente como singles, ganharam imensa popularidade no mundo da música cristã, principalmente "My Glorious"  e o mais introspectivo "Jesus Blood". A faixa "Investigate" se tornou uma das canções preferidas a serem tocadas nos concertos da banda. Naquele ano, Delirious? visitou os EUA e se apresentou para uma platéia de 55 mil pessoas no Creation Festival.[carece de fontes?]
O disco atingiu o nº 12 do Heatseekers, o nº 177 da Billboard 200 e o nº 13 do Top Contemporary Christian.

## Faixas
Todas as faixas por Martin Smith, exceto onde anotado.
1. "God You Are My God" (Stuart Garrard) – 3:45
2. "Glo In The Dark (Part 1)" – 2:45
3. "God's Romance" – 6:58
4. "Investigate" (Smith, Garrard) – 4:09
5. "Glo In The Dark (Part 2)" – 3:42
6. "What Would I Have Done?" – 6:06
7. "My Glorious" (Smith, Garrard) – 6:09
8. "Everything" (Smith, Garrard) – 3:39
9. "Hang On To You" – 4:20
10. "Intimate Stranger" – 7:26
11. "Awaken The Dawn" (Garrard) – 4:14
12. "Glo In The Dark (Part 3)" – 3:37
13. "The Years Go By" – 3:50
14. "Jesus' Blood" – 5:54
15. "Glo In The Dark (Part 4)" – 4:58

## Créditos
- Martin Smith - Vocal, guitarra
- Stuart Garrard - Guitarra, vocal de apoio
- Stewart Smith - Bateria, percussão, vocal de apoio
- Jon Thatcher - Baixo, teclados
- Tim Jupp - Teclados
- Tony Patoto - Vocal de apoio